# Wild Honey
Wild Honey é o décimo terceiro álbum de estúdio da banda de rock The Beach Boys, lançado em 1967. Wild Honey é o segundo álbum lançado pelos Beach Boys em 1967, seu décimo terceiro álbum de estúdio, décimo sexto total, e, como uma produção do grupo, era o primeiro álbum dos Beach Boys desde Surfin' USA a não ser produzido unicamente por Brian Wilson, que vinha abdicando gradualmente da liderança musical da banda desde as difíceis sessões do abortado Smile.
Em 1990, Wild Honey foi reeditado pela Capitol Records em cd junto com Smiley Smile, que inclui, como bônus, uma versão alternativa de “Heroes e Villains", duas versões incompletas de "Good Vibrations", You're Welcome, "Their Hearts Were Full Of Spring", e "Can't Wait Too Long". Esta edição do CD tem como bônus fotos inéditas da sessão Smile tiradas por Jasper Dailey.

## Comentários Gerais
O álbum foi lançado por pressão do grupo, e principalmente de Mike Love, para que Brian Wilson compusesse músicas mais fáceis de tocar ao vivo.
A faixa de encerramento, "Mama Says", é um canto gravado originalmente para “Vegetables”, do abandonado Smile. Era a primeira de diversas trilhas dispersas do Smile a serem usadas para fechar um álbum dos Beach Boys.
A faixa-título se tornou o primeiro single, um hit menor, com apenas uma curta estadia nas paradas. A sua continuação, "Darlin'", alcançou Top 20 dos Estados Unidos, enquanto o álbum em si (o último LP dos Beach Boys a ser lançado em mono e estéreo) alcançou # 24 nos Estados Unidos e # 7 no Reino Unidos. A faixa "Here Comes the Night" foi mais tarde refeita como uma música disco no final de 1970, mas não foi um sucesso. "How She Boogalooed It", co-escrita por Mike Love, Al Jardine, Bruce Johnston e por Carl Wilson, era o primeiro original não-instrumental dos Beach Boys a não ser escrito ou co-escrito por Brian Wilson.
Apesar da volta ao som mais tradicional e simples, o álbum mantém um som psicodélico e atual daquela época. O disco possui similaridades com o rock ácido, soul psicodélico, valsa e outros estilos. 
Carl Wilson sai do vocal suave para a voz mais agressiva, uma característica mais comum em grupos de heavy rock surgidos em 1968 como Led Zeppelin, Nazareth, Deep Purple, entre outros.
Por sua vez o grupo de Hard Rock da Escócia, Nazareth, gravou uma versão para a faixa título, Wild Honey nos anos 70 no disco Play 'N' the Game.
Wild Honey inicia a maturidade musical do grupo. Brian Wilson não estava à frente da criação por causa de sua frágil saúde mental, e nos seguintes álbuns, tiveram um Brian cada vez menos envolvido na produção musical. Brian Wilson só voltaria a produzir o grupo em 1976, no álbum 15 Big Ones.

## Arte-Final da Capa
A imagem colorida na parte dianteira do álbum é, de fato, uma fotografia de um pequeno pedaço da janela de vidro manchado que decorava a casa de Brian e Marilyn Wilson em Bel Air. Embora a família de Wilson já não possuísse essa propriedade, a janela foi removida quando se mudaram e deve atualmente ser encontrada com Marilyn Wilson em sua casa em Rutherford.

## Faixas
Todas as canções são de autoria de Brian Wilson / Mike Love, exceto onde indicado.
Lado A
1. "Wild Honey" – 2:37
  - Features Carl Wilson on lead vocals
2. "Aren't You Glad" – 2:16
  - Features Mike Love [verses], Brian Wilson [verses and chorus] and Carl Wilson [chorus] on lead vocals
3. "I Was Made to Love Her" (Henry Cosby/Sylvia Moy/Lola Mae Hardaway/Stevie Wonder) – 2:05
  - Features Carl Wilson on lead vocals
4. "Country Air" – 2:20
  - Features group vocals
5. "A Thing or Two" – 2:40
  - Features Mike Love, Carl Wilson, and Brian Wilson on lead vocals

Lado B
1. "Darlin' " – 2:12
  - Features Carl Wilson on lead vocals
2. "I'd Love Just Once to See You" – 1:48
  - Features Brian Wilson on lead vocals
3. "Here Comes the Night" – 2:41
  - Features Brian Wilson on lead vocals
4. "Let the Wind Blow" – 2:19
  - Features Mike Love, Brian Wilson, and Carl Wilson on lead vocals
5. "How She Boogalooed It" (Mike Love/Bruce Johnston/Al Jardine/Carl Wilson) – 1:56
  - Features Carl Wilson on lead vocals [1]
6. "Mama Says" – 1:05
  - Features group vocals

## Singles
•	"Wild Honey" b/w "Wind Chimes" (de Smiley Smile ) (Capitol 2028), 23 de outubro de 1967  US #31 ; UK #29
•	"Darlin'" b/w "Here Today" (do Pet Sounds ) (Capitol 2068), 18 de dezembro de 1967 US #19 ; UK #11 .

## Primeira Versão
A programação inicial de Wild Honey foi enviada para a Capitol Records durante o Outono / Inverno de 1967. Se esta versão tivesse saído, ela teria sido lançada como um álbum da Brother Records, distribuído pela Capitol. Seu número de catálogo teria sido "Brother ST-9003".
Se lançado, ele teria a seguinte ordem:
1. "Wild Honey"
2. "Here Comes the Night"
3. "Let the Wind Blow"
4. "I Was Made to Love Her"
5. "The Letter"     (Cover de Box Tops)
6. "Darlin'"
7. "A Thing or Two"
8. "Aren't You Glad"
9. "Cool, Cool Water"
10. "Game of Love"     (Cover da canção de Clint Ballard Jr./Wayne Fontana & the Mindbenders)
11. "Lonely Days"
12. "Honey Get Home"